# Melamphaes macrocephalus
Melamphaes macrocephalus är en fiskart som beskrevs av Parr, 1931. Melamphaes macrocephalus ingår i släktet Melamphaes och familjen Melamphaidae. Inga underarter finns listade i Catalogue of Life.